# Sting in the Tail
Sting in the Tail är det tyska heavy metal-bandet Scorpions sjuttonde studioalbum. Albumet släpptes den 19 mars 2010 i Europa (14 mars i Grekland) och den 23 mars 2010 i Nordamerika. Vid den tiden hade bandet planer på att dra sig tillbaka.

## Låtlista
1. "Raised on Rock" - 3:57 (Musik: Andersson, Hansen / Text: Hansen, Meine)
2. "Sting in the Tail" - 3:12 (Meine, Schenker / Meine)
3. "Slave Me" - 2:44 (Schenker / Meine, Jabs, Bazilian)
4. "The Good Die Young" (feat. Tarja Turunen) - 5:14 (Schenker, Kolonovits / Meine)
5. "No Limit" - 3:24 (Meine, Schenker, Bazilian / Meine, Schenker, Bazilian)
6. "Rock Zone" - 3:17 (Meine, Andersson, Hansen / Meine)
7. "Lorelei" - 4:31 (Schenker, Thomander, Wikström / Meine, Bazilian, Thomander, Wikström)
8. "Turn You On" - 4:25 (Schenker, Andersson, Hansen / Meine)
9. "Let's Rock" - 3:22 (Schenker, Meine, Bazilian / Meine, Bazilian)
10. "Sly" - 5:15 (Meine, Schenker / Meine)
11. "Spirit of Rock" - 3:43 (Schenker, Bazilian / Meine, Schenker, Bazilian)
12. "The Best Is Yet to Come" - 4:34 (Musik: Bazilian, Thomander, Wikström / Text: Schenker, Bazilian, Thomander, Wikström)
13. "Thunder and Lightning" (Bonuslåt i den japanska versionen) (Schenker, Meine, Kolonovits / Meine)

## Utgivningshistorik
| Region         | Datum         |
| -------------- | ------------- |
| Grekland       | 14 mars 2010  |
| Tyskland       | 19 mars 2010  |
| Storbritannien | 22 mars 2010  |
| USA            | 23 mars 2010  |
| Brasilien      | 15 april 2010 |
| Japan          | 22 april 2010 |